# Emma Spitzer
Emma Spitzer, född 7 maj 1870, död 12 december 1941 på Lidingö, var en svensk keramiker och skulptör.
Hon var dotter till Otto Spitzer och Cecilia Philip. Spitzer bedrev självstudier under upprepade resor till Italien där hon bland annat utförde kopior av egyptiska konstverk. Hon arbetade huvudsakligen med keramik och skulpturer i lera och hennes konst består av mindre byster samt reliefer. Spitzer är representerad vid Moderna museet i Stockholm.